# Anthony Homan
Anthony Homan (Vries, 24 februari 1794 – aldaar, 9 juni 1877) was een Nederlands politicus. Hij was notaris en wethouder te Assen, en lid van de Provinciale Staten van Drenthe.

## Familie
Anthony Homan, lid van de familie Homan, was een zoon van mr. Johannes Linthorst Homan (1758-1847), en Trijntje Emmen (1770-1843). Hij trouwde op 7 december 1821 te De Wijk met Trina Elisabeth Tonckens (1796-1881), dochter van Wijncko Tonckens en Maria Vos. Uit dit huwelijk werden twee zoons en vier dochters geboren, onder wie Johannes Linthorst Homan, burgemeester van Vries.

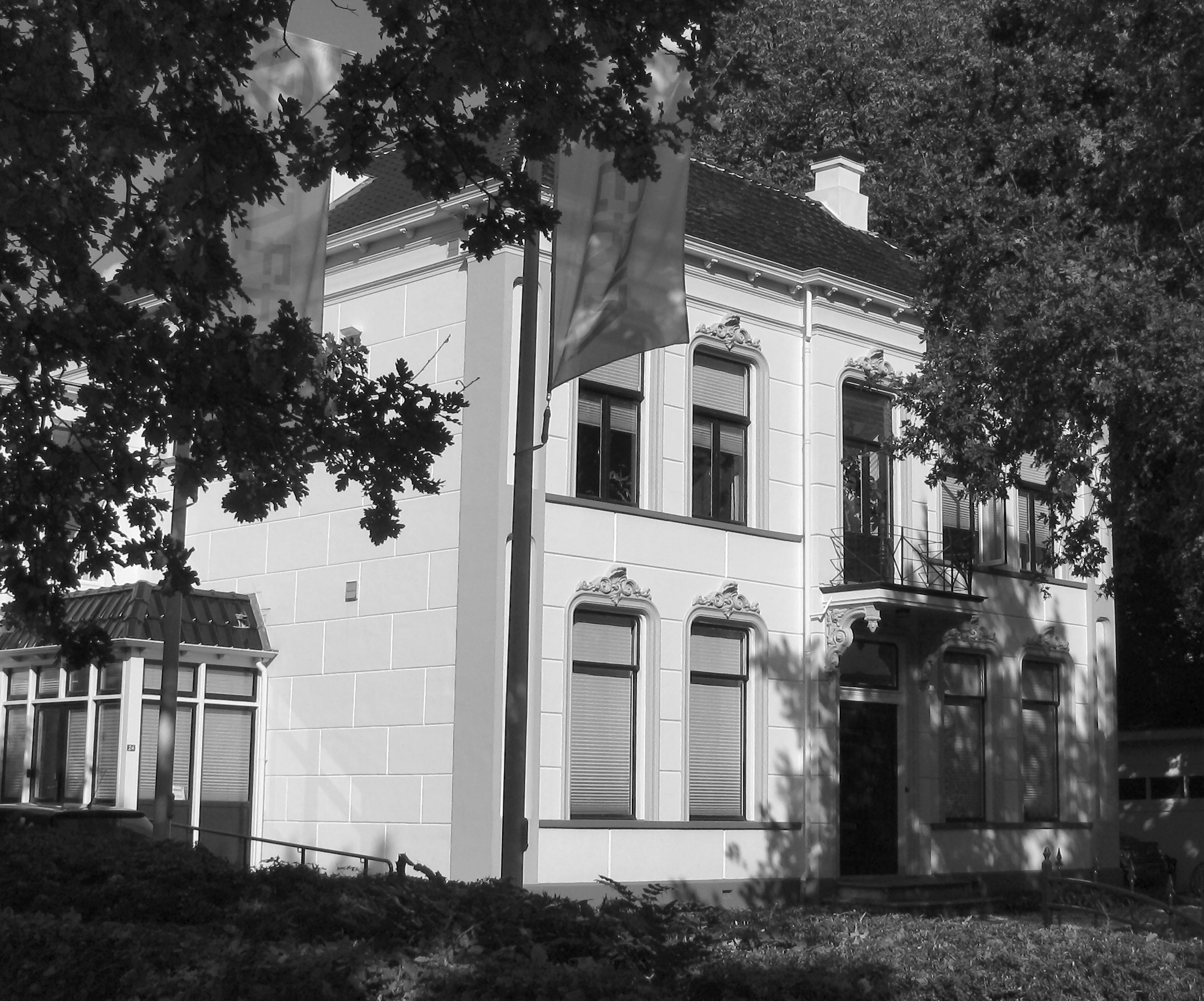
Huis van Johannes Homan te Assen

## Loopbaan
Homan studeerde rechten aan de Groninger Hogeschool. Hij werd notaris te Assen en passeerde zijn eerste akte op 8 januari 1822. In Assen was hij ook wethouder. In 1821 kocht hij van Jan Abraham Rudolf Kymmell een stuk grond aan de Brink te Assen en liet daarop een huis bouwen, het vroegere Asser gemeentehuis en tegenwoordig het kantoor van het Drents Museum. Na zijn vertrek uit Assen werd het huis eerst verhuurd en in 1852 verkocht voor 7643 gulden aan Gerhard Pieter Servatius. Wegens geldnood moest Homan een groot deel van zijn bezittingen verkopen. De kopers van grote stukken grond waren o.a. zijn zwager Tonckens en zijn broer Jan Tijmens Homan.
In 1849 werd Anthony benoemd tot notaris te Vries en hij bleef dit tot zijn dood. Hij betrok er het ouderlijk huis (hij werd in Vries `Meester Toon' genoemd) aan de Brink, schuin tegenover de kerk.